# 신장성

신장성의 위치

신장성(중국어: 新疆省)은 1912년부터 1949년까지 존재했던 중화민국의 성으로 성도는 디화 시(현재의 우루무치 시)이며 면적은 1,711,931km2이다. 10개 행정독찰구 하에 1개 시, 78개 현, 2개 설치국을 관할했다. 국공 내전 중이던 1949년 중국 공산당이 신장 성을 장악했고 1955년 중화인민공화국의 자치구인 신장 위구르 자치구가 설립되었다. 중화민국의 신장 성 정부는 1992년에 폐지되었다.